# Tipos de transformador
Existe una variedad de tipos de transformador para diferentes aplicaciones. A pesar de sus diferencias en el diseño, emplean el mismo principio básico descubierto en 1831 por Michael Faraday y comparten varias partes funcionales importantes.

## Transformador elevador/reductor de tensión

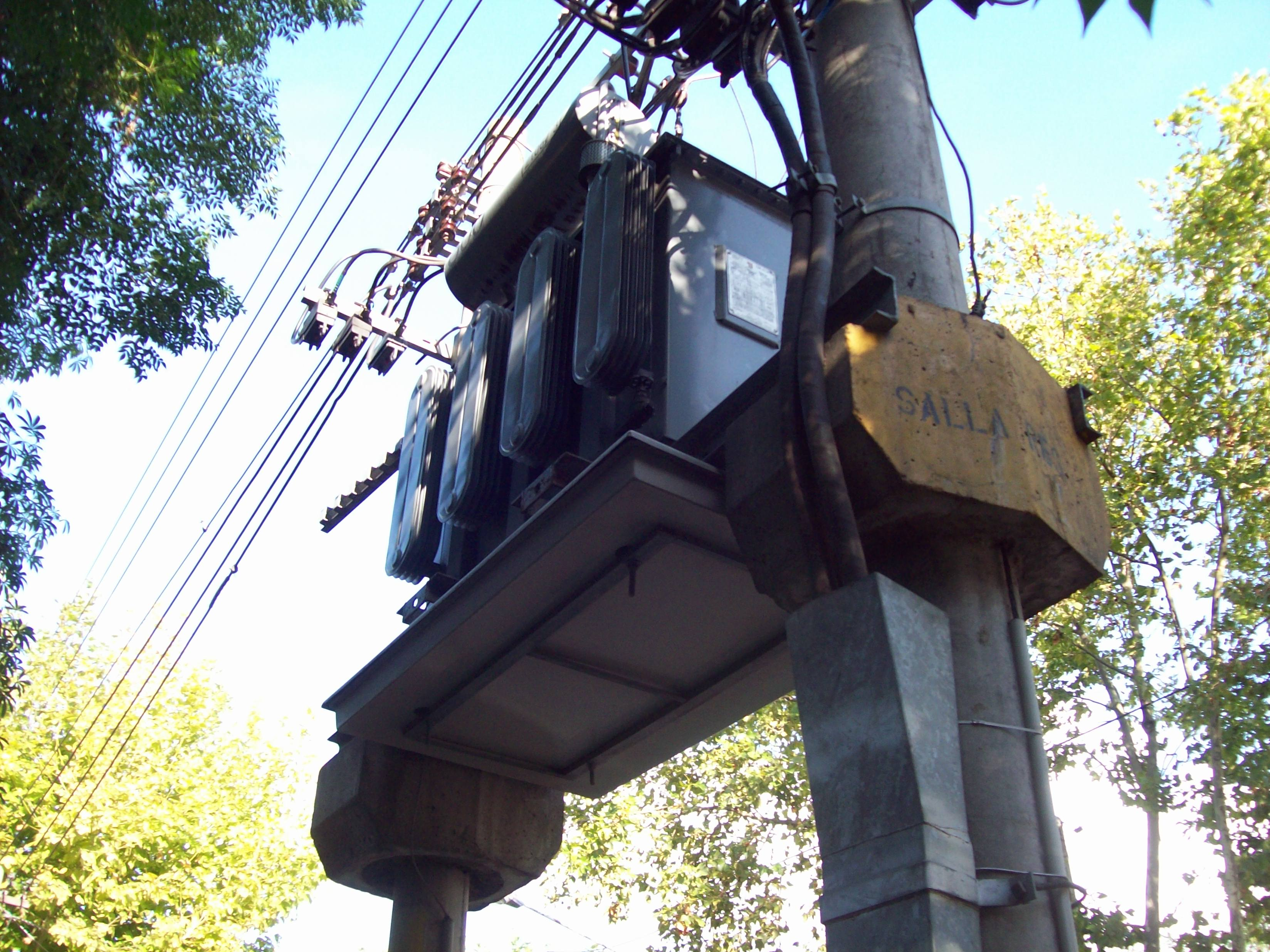
Un transformador con PCB, como refrigerante

Son empleados por empresas de generación eléctrica en las subestaciones de la red de transporte de energía eléctrica, con el fin de disminuir las pérdidas por efecto Joule. Debido a la resistencia de los conductores, conviene transportar la energía eléctrica a tensiones elevadas, lo que origina la necesidad de reducir nuevamente dichas tensiones para adaptarlas a las de utilización. La mayoría de los dispositivos electrónicos en hogares hacen uso de transformadores reductores conectados a un circuito rectificador de onda completa para producir el nivel de tensión de corriente directa que necesitan. Este es el caso de las fuentes de alimentación de equipos de audio, video y computación.

## Transformadores variables
Los transformadores variables, también llamados "variacs", proporcionan un método simple y eficaz para controlar el voltaje, la corriente y la potencia de un sistema eléctrico. El transformador variable utiliza el voltaje de la línea del servicio público y proporciona un voltaje de salida ajustable. Este ajuste se realiza de manera manual o motorizada y de manera interna en el transformador variable se desplaza un cepillo de carbón grafito sobre cada una de las espiras internas del bobinado del transformador lo que permite un ajuste fino del voltaje de salida.

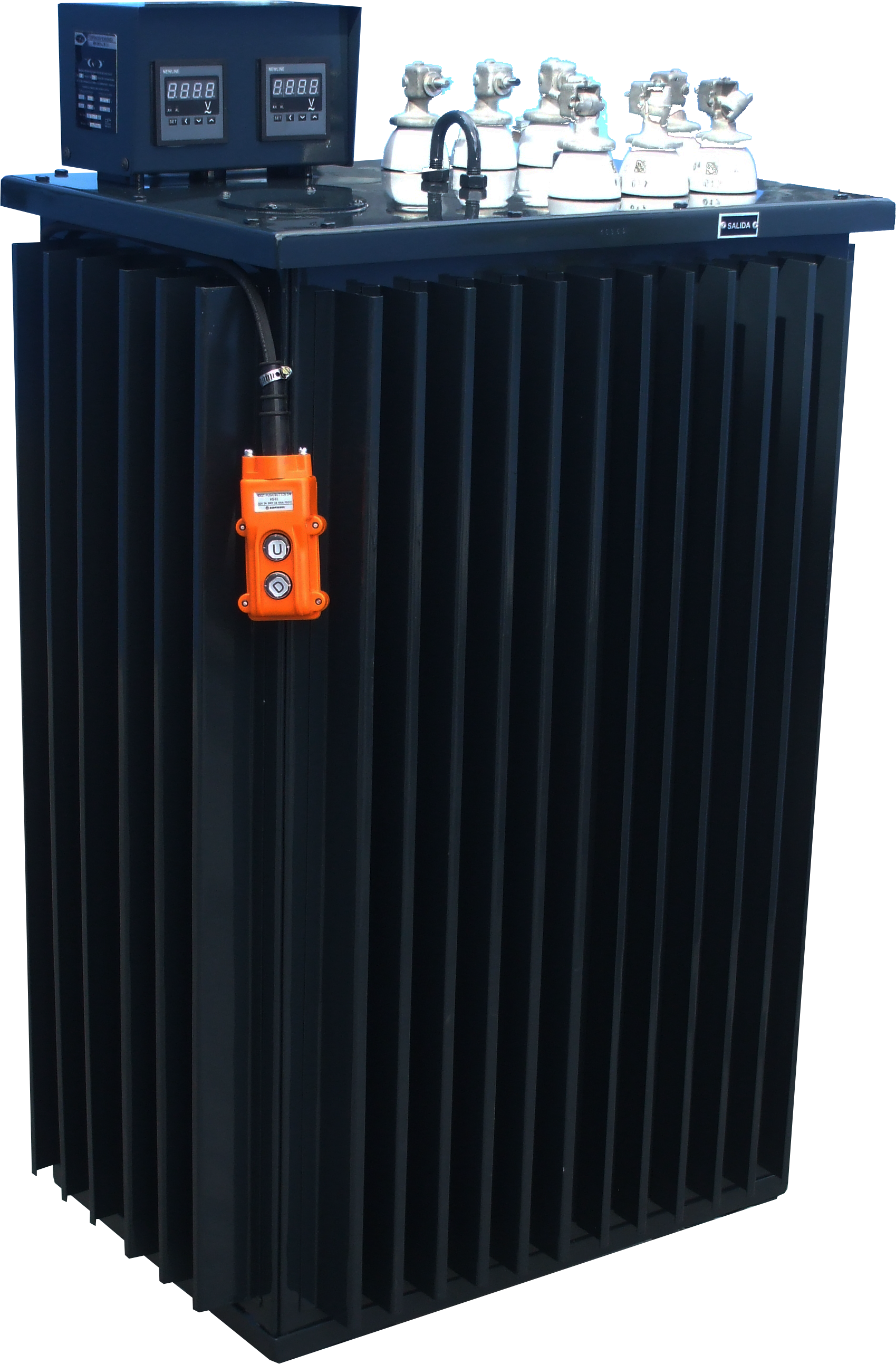
Transformador Variable 25kVA

Aplicaciones de Transformadores Variables
- Corrección de voltaje para suministros de subtensión o sobretensión en Circuitos monofásicos, bifásicos o trifásicos

- Producir voltajes de CC variables a partir de fuentes de CA, generalmente mediante el control del voltaje de entrada a los elementos rectificadores.

- Proporcionar voltajes que no se usan comúnmente para pruebas de control de calidad o procesos industriales.

- Permite calibración de equipos y controles eléctricos.

- Como elemento de ajuste en pruebas de transformadores de potencial inducido y corto circuito.

- Control de temperatura del calentador o del horno. El ajuste de voltaje además del control termostático habitual proporciona un calentamiento más uniforme.

- Variación de la tensión de salida del transformador escalonado mediante el control de la tensión de entrada

- Operar motores y otros equipos eléctricos a los voltajes correctos incluso cuando el suministro está por encima o por debajo de lo normal. Las características de arranque a voltajes subnormales y el calentamiento a voltajes más altos de lo normal son factores de diseño críticos.

- Control de velocidad de algunos motores de CA y de la operación de motores de CC con circuitos de CA rectificados. Los ventiladores y otros motores con un par de arranque bajo son buenas aplicaciones.

## Transformador de aislamiento
Proporciona aislamiento galvánico entre el primario y el secundario, de manera que consigue una alimentación o señal "flotante". Suele tener una relación 1:1 entre las tensiones del primario y secundario. En el que al estar los dos circuitos separados permite proteger contra contactos indirectos. Se utiliza principalmente como medida de protección, en equipos que trabajan directamente con la tensión de red y también para acoplar señales procedentes de sensores lejanos, en equipos de electromedicina y donde se necesitan tensiones flotantes.
Aplicaciones
Los transformadores de aislamiento se usan principalmente para proteger a las personas frente a choques eléctricos y como fuente de energía para equipos sensibles (computadores, equipos médicos, equipos de laboratorio, etcétera). Se usan para aislar la máquina o equipo del resto de la instalación eléctrica, para evitar pérdidas de potencia en el caso de fallo de aislamiento.
Como no hay trayectoria de retorno a la fuente (el devanado secundario del transformador), en el evento de un fallo, no habrá corriente de fallo y ningún dispositivo de protección cortará el suministro. Aparte de ser perjudicial para las personas tocar las partes conductoras, el primer fallo no causará peligro pero tampoco cortará la alimentación. Aparte de ser perjudicial para las personas tocando las partes conductivas, un primer fallo no causará peligro pero tampoco cortará la alimentación otra aplicación del transformador de aislamiento es crear un punto de estrella en las redes que no tienen tales puntos.
Tipos
Transformador de aislamiento monofásico.
El transformador de aislamiento monofásico lleva instalada una pantalla entre el bobinado primario secundario, que está conectada a un terminal aislado. Las escuadras de montajes están aisladas del núcleo del transformador. Los transformadores tienen una potencia nominal de 3,15… 10KVA, tienen sensores de temperatura incorporada, cuentan con un bajo nivel de ruido, poseen una gran capacidad de carga, marca VDE ENEC.
Transformador de aislamiento trifásico.
El transformador de aislamiento trifásico lleva instalada una pantalla entre el bobinado primario y secundario, que está conectada a un terminal aislado. Las escuadras de montaje están aisladas del núcleo del transformador. Los transformadores de aislamiento trifásico cuentan con potencia nominal 3,15… 10 KVA y sensores de temperatura incorporado.
Ventajas del transformador de aislamiento
- Los transformadores de aislamiento son esenciales en la protección contra los peligros de  choques eléctricos.
- Estos equipos sirven para mantener una alta disponibilidad de suministro eléctrico.
- La corriente de pérdida en esta clase de transformadores es más baja.
- Pueden tener varias capas de aislamiento reforzado que da una mayor seguridad.

## Transformador de alimentación
Pueden tener una o varias bobinas secundarias y proporcionan las tensiones necesarias para el funcionamiento del equipo. A veces incorpora un fusible térmico que corta su circuito primario cuando el transformador alcanza una temperatura excesiva, evitando que este se queme, con la emisión de humos y gases que conlleva el riesgo de incendio. Estos fusibles, no suelen ser reemplazables cuando se encuentran alojados en el interior de los devanados. 

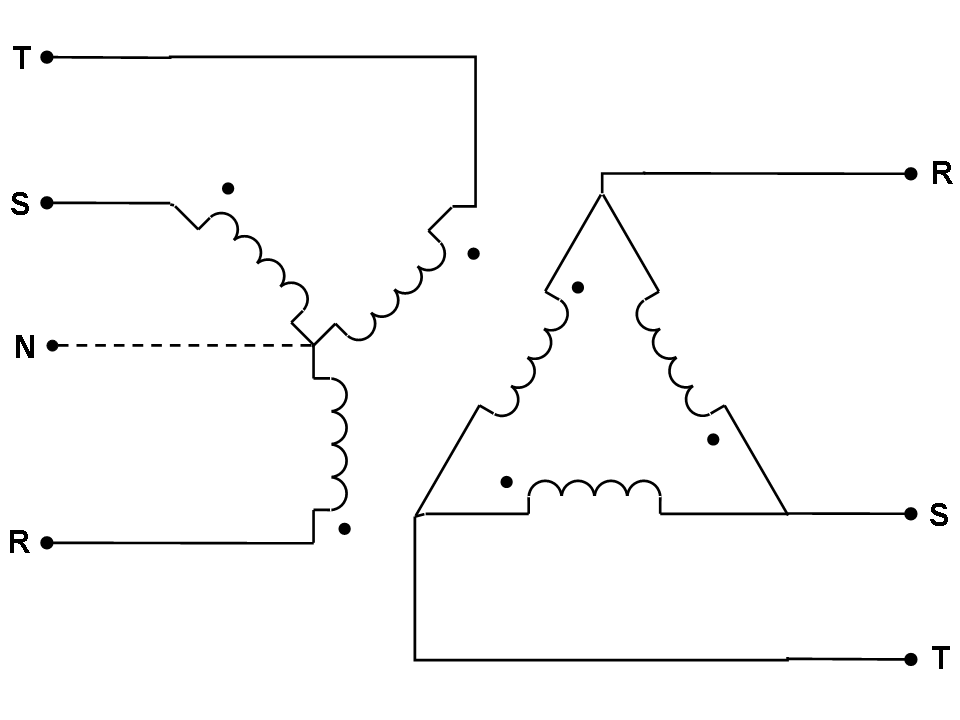
Transformador trifásico. Conexión estrella-triángulo.

## Transformador de pulsos
Es un tipo especial de transformador con respuesta muy rápida (baja autoinducción) destinado a funcionar en régimen de pulsos. Su principal aplicación es transferir impulsos de mando sobre elementos de control de potencia como SCR, triacs, etc. logrando un aislamiento galvánico entre las etapas de mando y potencia.

## Transformador de línea oFlyback

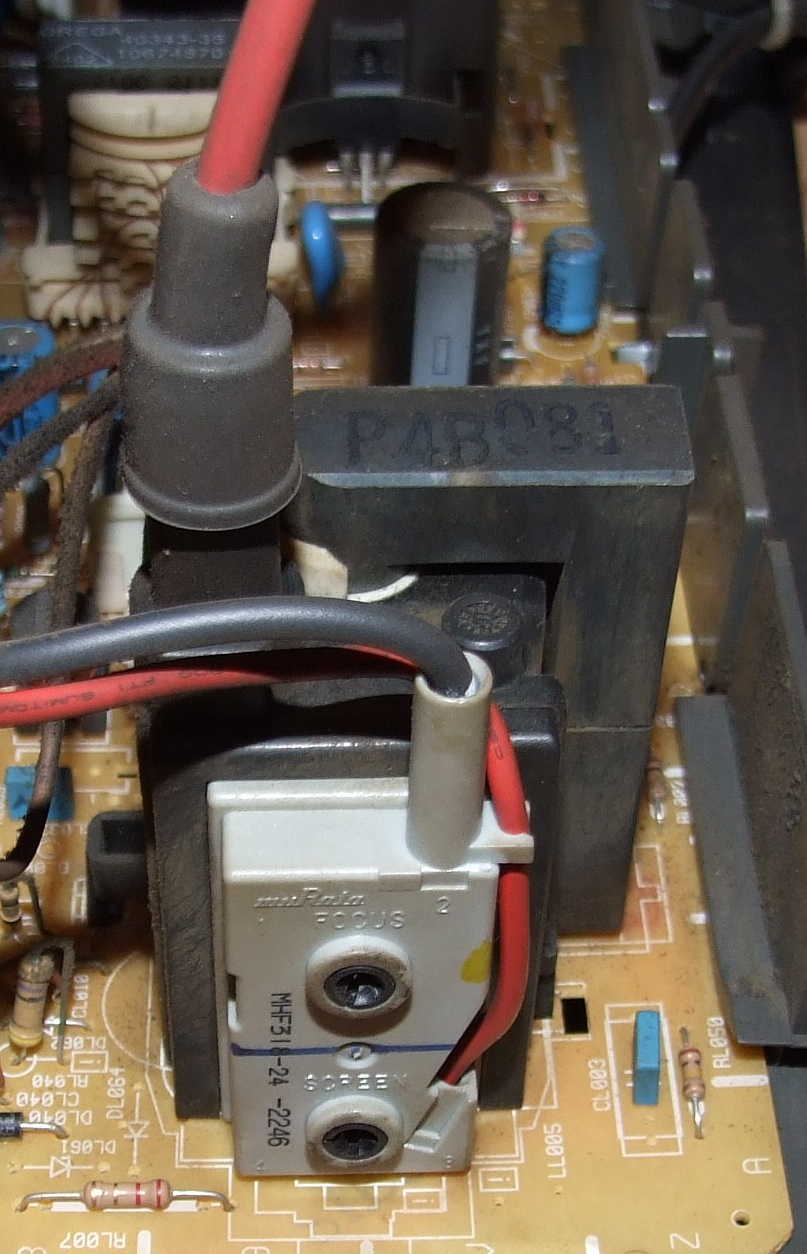
Transformador Flyback moderno.

Es un caso particular de transformador de pulsos. Se emplea en los televisores con TRC (CRT) para generar la alta tensión y la corriente para las bobinas de deflexión horizontal. Suelen ser pequeños y económicos. Además, suele proporcionar otras tensiones para el tubo (foco, filamento, etc.). Además de poseer una respuesta en frecuencia más alta que muchos transformadores, tiene la característica de mantener diferentes niveles de potencia de salida debido a sus diferentes arreglos entre sus bobinados secundarios.

## Transformador diferencial de variación lineal

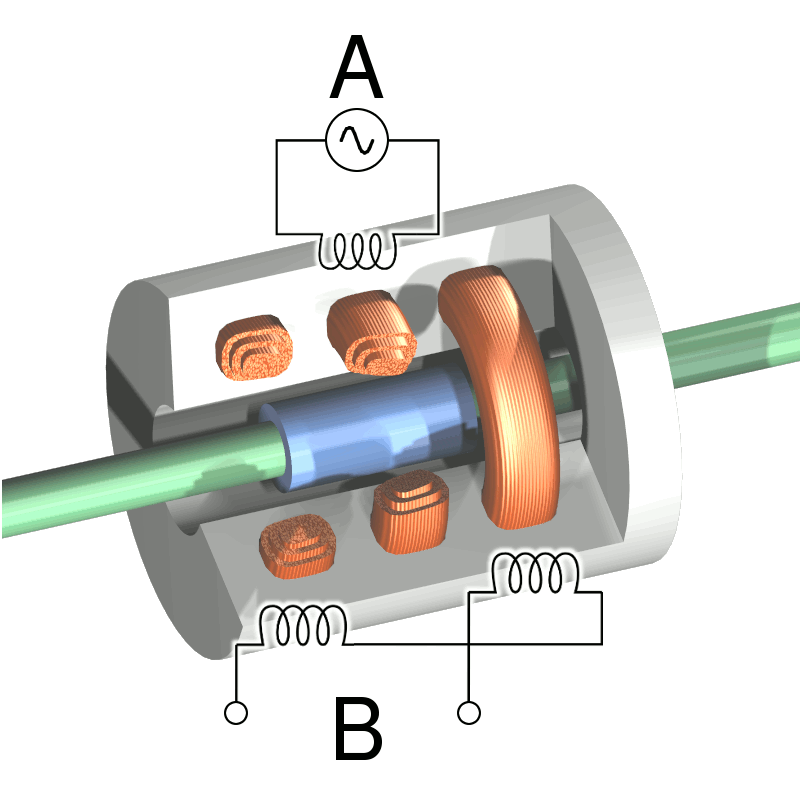
Transformador diferencial de variación lineal (LVDT).

El transformador diferencial de variación lineal (LVDT según sus siglas en inglés) es un tipo de transformador eléctrico utilizado para medir desplazamientos lineales. El transformador posee tres bobinas dispuestas extremo con extremo alrededor de un tubo. La bobina central es el devanado primario y las externas son los secundarios. Un centro ferromagnético de forma cilíndrica, sujeto al objeto cuya posición desea ser medida, se desliza con respecto al eje del tubo.
Los LVDT son usados para la realimentación de posición en servomecanismos y para la medición automática en herramientas y muchos otros usos industriales y científicos.

## Transformador con diodo dividido
Es un tipo de transformador de línea que incorpora el diodo rectificador para proporcionar la tensión continua de MAT directamente al tubo. Se llama diodo dividido porque está formado por varios diodos más pequeños repartidos por el bobinado y conectados en serie, de modo que cada diodo tan solo tiene que soportar una tensión inversa relativamente baja. La salida del transformador va directamente al ánodo del tubo, sin diodo ni triplicador.

## Transformador de impedancia
Este tipo de transformador se emplea para adaptar antenas y líneas de transmisión (tarjetas de red, teléfonos, etc.) y era imprescindible en los amplificadores de válvulas para adaptar la alta impedancia de los tubos a la baja de los altavoces.
Si se coloca en el secundario una impedancia de valor Z, y llamamos n a la relación de transformación, como {\displaystyle I_{s}=-I_{p}/n} y {\displaystyle E_{s}=E_{p}\cdot n}, la impedancia vista desde el primario será {\displaystyle E_{p}/I_{p}=-E_{s}/n^{2}I_{s}=Z/n^{2}}. Así, hemos conseguido transformar una impedancia de valor Z en otra de {\displaystyle Z/n^{2}}. Colocando el transformador al revés, lo que hacemos es elevar la impedancia en un factor {\displaystyle n^{2}}.

## Estabilizador de tensión
Es un tipo especial de transformador en el que el núcleo se satura cuando la tensión en el primario excede su valor nominal. Entonces, las variaciones de tensión en el secundario quedan limitadas. Tenía una labor de protección de los equipos frente a fluctuaciones de la red. Este tipo de transformador ha caído en desuso con el desarrollo de los reguladores de tensión electrónicos, debido a su volumen, peso, precio y baja eficiencia energética.

## Transformador híbrido o bobina híbrida
Es un transformador que funciona como una híbrida. De aplicación en los teléfonos, tarjetas de red, etc.

## Balun
Es muy utilizado como balun para transformar líneas equilibradas en no equilibradas y viceversa. La línea se equilibra conectando a masa la toma intermedia del secundario del transformador.

## Transformador electrónico
Está compuesto por un circuito electrónico que eleva la frecuencia de la corriente eléctrica que alimenta al transformador, de esta manera es posible reducir drásticamente su tamaño. También pueden formar parte de circuitos más complejos que mantienen la tensión de salida en un valor prefijado sin importar la variación en la entrada, llamados fuente conmutada.

## Transformador de frecuencia variable
Son pequeños transformadores de núcleo de hierro, que funcionan en la banda de audiofrecuencias. Se utilizan a menudo como dispositivos de acoplamiento en circuitos electrónicos para comunicaciones, medidas y control.

## Transformadores de medida
Entre los transformadores con fines especiales, los más importantes son los transformadores de medida para instalar instrumentos, contadores y relés protectores en circuitos de alta tensión o de elevada corriente. Los transformadores de medida aíslan los circuitos de medida o de relés, permitiendo una mayor normalización en la construcción de contadores, instrumentos y relés.

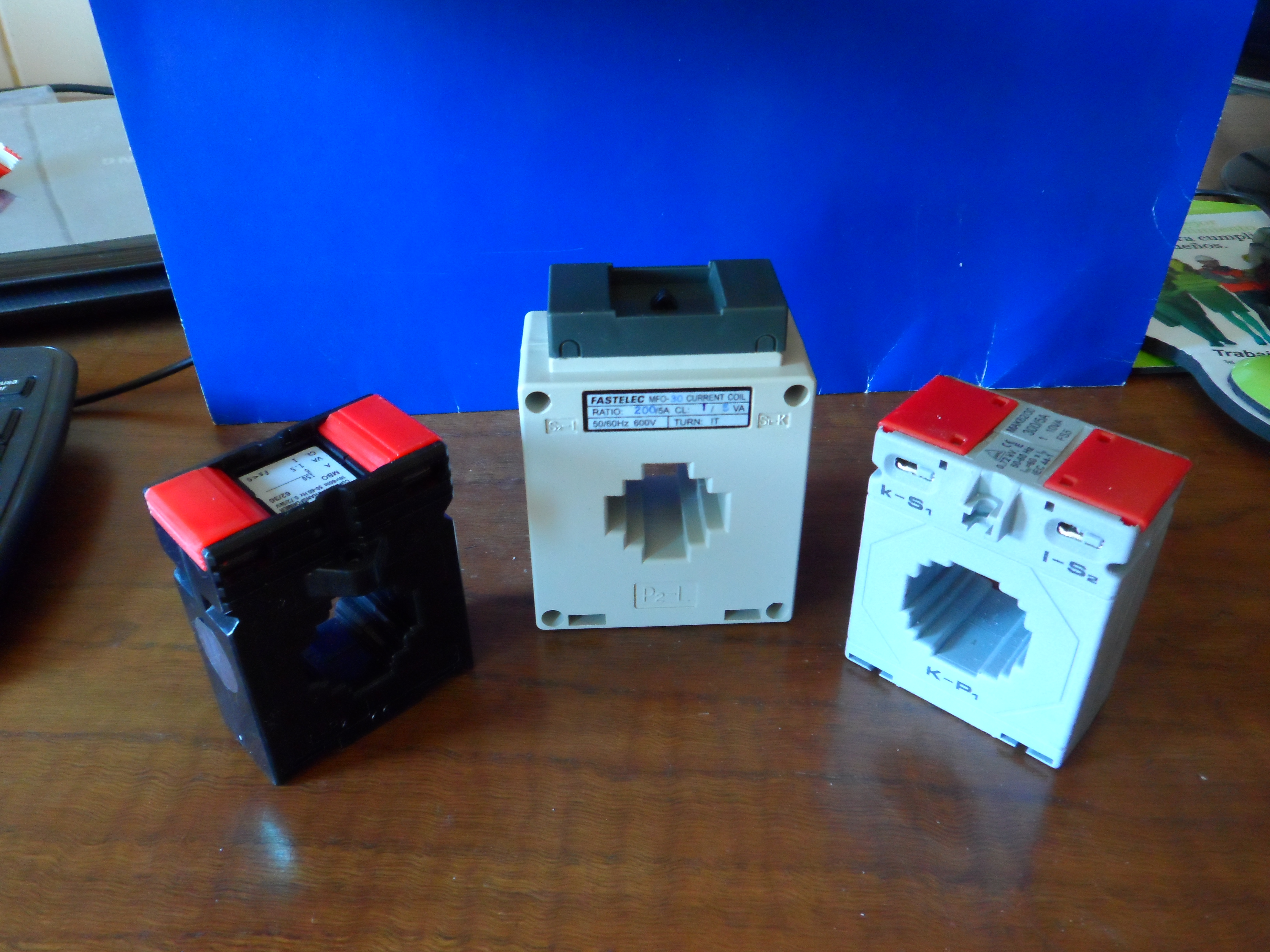
Tres transformadores de corriente: De izquierda a derecha: De 150/5Amperes, 200/5Amperes, 300/5Amperes

## Autotransformador
El primario y el secundario del transformador están conectados en serie, constituyendo un bobinado único. Pesa menos y es más barato que un transformador y por ello se emplea habitualmente para convertir 220 V a 125 V y viceversa y en otras aplicaciones similares. Tiene el inconveniente de no proporcionar aislamiento galvánico entre el primario y el secundario.

## Transformador piezoeléctrico
Para ciertas aplicaciones han aparecido en el mercado transformadores que no están basados en el flujo magnético para transportar la energía entre el primario y el secundario, sino que se emplean vibraciones mecánicas en un cristal piezoeléctrico. Tienen la ventaja de ser muy planos y funcionar bien a frecuencias elevadas. Se usan en algunos convertidores de tensión para alimentar las lámparas fluorescentes de los monitores de led y TFT usados en computación y en televisión.
- Datos: Q7834127